# Heliantheini
Heliantheini é uma das duas tribos que constituem a subfamília Lesbiinae, pertencente à família Trochilidae, que inclui os beija-flores, sendo a outra tribo existente Lesbiini.
A nomenclatura vernácula "brilhantes" foi proposta para este clado, pois inclui o gênero Heliodoxa que possui nove espécies com "brilhantes" em seu nome comum.
A tribo contém 53 espécies divididas em 14 gêneros.

## Filogenia
Um estudo filogenético molecular sobre beija-flores publicado em 2007 descobriu que a família consistia em nove clados. Após a atualização da quarta edição do Howard and Moore Complete Checklist of the Birds of the World, realizada por Edward C. Dickinson e James van Remsen, Jr. em 2013, a família dos beija-flores foi dividida em seis subfamílias com base nos resultados moleculares, e propuseram nomear uma destas Lesbiinae, contendo as tribos Heliantheini e Lesbiini. A tribo Heliantheini foi introduzida (como subfamília sob o nome Heliantheinae) pelo naturalista alemão Ludwig Reichenbach em 1854.

## Cladograma
|  | Florisuginae – colibris, topázios               |
|  |                                                 |
|  | Phaethornithinae – balança-rabos, rabos-brancos |
|  |                                                 |

|  | Heliantheini – brilhantes               |
|  |                                         |
|  | Lesbiini – topetinhos, rabos-de-espinho |
|  |                                         |

|  | Trochilini – asas-de-sabre, esmeraldas                                                 |
|  |                                                                                        |
|  | \| \| Lampornithini – colibris \| \| \| \| \| \| Mellisugini – besourinhos \| \| \| \| |
|  |                                                                                        |
|  | Lampornithini – colibris                                                               |
|  |                                                                                        |
|  | Mellisugini – besourinhos                                                              |
|  |                                                                                        |

|  | Lampornithini – colibris  |
|  |                           |
|  | Mellisugini – besourinhos |
|  |                           |

|  | Trochilini – asas-de-sabre, esmeraldas                                                 |
|  |                                                                                        |
|  | \| \| Lampornithini – colibris \| \| \| \| \| \| Mellisugini – besourinhos \| \| \| \| |
|  |                                                                                        |
|  | Lampornithini – colibris                                                               |
|  |                                                                                        |
|  | Mellisugini – besourinhos                                                              |
|  |                                                                                        |

|  | Lampornithini – colibris  |
|  |                           |
|  | Mellisugini – besourinhos |
|  |                           |

|  | Heliantheini – brilhantes               |
|  |                                         |
|  | Lesbiini – topetinhos, rabos-de-espinho |
|  |                                         |

|  | Trochilini – asas-de-sabre, esmeraldas                                                 |
|  |                                                                                        |
|  | \| \| Lampornithini – colibris \| \| \| \| \| \| Mellisugini – besourinhos \| \| \| \| |
|  |                                                                                        |
|  | Lampornithini – colibris                                                               |
|  |                                                                                        |
|  | Mellisugini – besourinhos                                                              |
|  |                                                                                        |

|  | Lampornithini – colibris  |
|  |                           |
|  | Mellisugini – besourinhos |
|  |                           |

|  | Trochilini – asas-de-sabre, esmeraldas                                                 |
|  |                                                                                        |
|  | \| \| Lampornithini – colibris \| \| \| \| \| \| Mellisugini – besourinhos \| \| \| \| |
|  |                                                                                        |
|  | Lampornithini – colibris                                                               |
|  |                                                                                        |
|  | Mellisugini – besourinhos                                                              |
|  |                                                                                        |

|  | Lampornithini – colibris  |
|  |                           |
|  | Mellisugini – besourinhos |
|  |                           |

|  | Heliantheini – brilhantes               |
|  |                                         |
|  | Lesbiini – topetinhos, rabos-de-espinho |
|  |                                         |

|  | Trochilini – asas-de-sabre, esmeraldas                                                 |
|  |                                                                                        |
|  | \| \| Lampornithini – colibris \| \| \| \| \| \| Mellisugini – besourinhos \| \| \| \| |
|  |                                                                                        |
|  | Lampornithini – colibris                                                               |
|  |                                                                                        |
|  | Mellisugini – besourinhos                                                              |
|  |                                                                                        |

|  | Lampornithini – colibris  |
|  |                           |
|  | Mellisugini – besourinhos |
|  |                           |

|  | Trochilini – asas-de-sabre, esmeraldas                                                 |
|  |                                                                                        |
|  | \| \| Lampornithini – colibris \| \| \| \| \| \| Mellisugini – besourinhos \| \| \| \| |
|  |                                                                                        |
|  | Lampornithini – colibris                                                               |
|  |                                                                                        |
|  | Mellisugini – besourinhos                                                              |
|  |                                                                                        |

|  | Lampornithini – colibris  |
|  |                           |
|  | Mellisugini – besourinhos |
|  |                           |

|  | Heliantheini – brilhantes               |
|  |                                         |
|  | Lesbiini – topetinhos, rabos-de-espinho |
|  |                                         |

|  | Trochilini – asas-de-sabre, esmeraldas                                                 |
|  |                                                                                        |
|  | \| \| Lampornithini – colibris \| \| \| \| \| \| Mellisugini – besourinhos \| \| \| \| |
|  |                                                                                        |
|  | Lampornithini – colibris                                                               |
|  |                                                                                        |
|  | Mellisugini – besourinhos                                                              |
|  |                                                                                        |

|  | Lampornithini – colibris  |
|  |                           |
|  | Mellisugini – besourinhos |
|  |                           |

|  | Trochilini – asas-de-sabre, esmeraldas                                                 |
|  |                                                                                        |
|  | \| \| Lampornithini – colibris \| \| \| \| \| \| Mellisugini – besourinhos \| \| \| \| |
|  |                                                                                        |
|  | Lampornithini – colibris                                                               |
|  |                                                                                        |
|  | Mellisugini – besourinhos                                                              |
|  |                                                                                        |

|  | Lampornithini – colibris  |
|  |                           |
|  | Mellisugini – besourinhos |
|  |                           |

|  | Florisuginae – colibris, topázios               |
|  |                                                 |
|  | Phaethornithinae – balança-rabos, rabos-brancos |
|  |                                                 |

|  | Heliantheini – brilhantes               |
|  |                                         |
|  | Lesbiini – topetinhos, rabos-de-espinho |
|  |                                         |

|  | Trochilini – asas-de-sabre, esmeraldas                                                 |
|  |                                                                                        |
|  | \| \| Lampornithini – colibris \| \| \| \| \| \| Mellisugini – besourinhos \| \| \| \| |
|  |                                                                                        |
|  | Lampornithini – colibris                                                               |
|  |                                                                                        |
|  | Mellisugini – besourinhos                                                              |
|  |                                                                                        |

|  | Lampornithini – colibris  |
|  |                           |
|  | Mellisugini – besourinhos |
|  |                           |

|  | Trochilini – asas-de-sabre, esmeraldas                                                 |
|  |                                                                                        |
|  | \| \| Lampornithini – colibris \| \| \| \| \| \| Mellisugini – besourinhos \| \| \| \| |
|  |                                                                                        |
|  | Lampornithini – colibris                                                               |
|  |                                                                                        |
|  | Mellisugini – besourinhos                                                              |
|  |                                                                                        |

|  | Lampornithini – colibris  |
|  |                           |
|  | Mellisugini – besourinhos |
|  |                           |

|  | Heliantheini – brilhantes               |
|  |                                         |
|  | Lesbiini – topetinhos, rabos-de-espinho |
|  |                                         |

|  | Trochilini – asas-de-sabre, esmeraldas                                                 |
|  |                                                                                        |
|  | \| \| Lampornithini – colibris \| \| \| \| \| \| Mellisugini – besourinhos \| \| \| \| |
|  |                                                                                        |
|  | Lampornithini – colibris                                                               |
|  |                                                                                        |
|  | Mellisugini – besourinhos                                                              |
|  |                                                                                        |

|  | Lampornithini – colibris  |
|  |                           |
|  | Mellisugini – besourinhos |
|  |                           |

|  | Trochilini – asas-de-sabre, esmeraldas                                                 |
|  |                                                                                        |
|  | \| \| Lampornithini – colibris \| \| \| \| \| \| Mellisugini – besourinhos \| \| \| \| |
|  |                                                                                        |
|  | Lampornithini – colibris                                                               |
|  |                                                                                        |
|  | Mellisugini – besourinhos                                                              |
|  |                                                                                        |

|  | Lampornithini – colibris  |
|  |                           |
|  | Mellisugini – besourinhos |
|  |                           |

|  | Heliantheini – brilhantes               |
|  |                                         |
|  | Lesbiini – topetinhos, rabos-de-espinho |
|  |                                         |

|  | Trochilini – asas-de-sabre, esmeraldas                                                 |
|  |                                                                                        |
|  | \| \| Lampornithini – colibris \| \| \| \| \| \| Mellisugini – besourinhos \| \| \| \| |
|  |                                                                                        |
|  | Lampornithini – colibris                                                               |
|  |                                                                                        |
|  | Mellisugini – besourinhos                                                              |
|  |                                                                                        |

|  | Lampornithini – colibris  |
|  |                           |
|  | Mellisugini – besourinhos |
|  |                           |

|  | Trochilini – asas-de-sabre, esmeraldas                                                 |
|  |                                                                                        |
|  | \| \| Lampornithini – colibris \| \| \| \| \| \| Mellisugini – besourinhos \| \| \| \| |
|  |                                                                                        |
|  | Lampornithini – colibris                                                               |
|  |                                                                                        |
|  | Mellisugini – besourinhos                                                              |
|  |                                                                                        |

|  | Lampornithini – colibris  |
|  |                           |
|  | Mellisugini – besourinhos |
|  |                           |

|  | Heliantheini – brilhantes               |
|  |                                         |
|  | Lesbiini – topetinhos, rabos-de-espinho |
|  |                                         |

|  | Trochilini – asas-de-sabre, esmeraldas                                                 |
|  |                                                                                        |
|  | \| \| Lampornithini – colibris \| \| \| \| \| \| Mellisugini – besourinhos \| \| \| \| |
|  |                                                                                        |
|  | Lampornithini – colibris                                                               |
|  |                                                                                        |
|  | Mellisugini – besourinhos                                                              |
|  |                                                                                        |

|  | Lampornithini – colibris  |
|  |                           |
|  | Mellisugini – besourinhos |
|  |                           |

|  | Trochilini – asas-de-sabre, esmeraldas                                                 |
|  |                                                                                        |
|  | \| \| Lampornithini – colibris \| \| \| \| \| \| Mellisugini – besourinhos \| \| \| \| |
|  |                                                                                        |
|  | Lampornithini – colibris                                                               |
|  |                                                                                        |
|  | Mellisugini – besourinhos                                                              |
|  |                                                                                        |

|  | Lampornithini – colibris  |
|  |                           |
|  | Mellisugini – besourinhos |
|  |                           |

O cladograma acima da família do beija-flor é baseado em estudos filogenéticos moleculares de Jimmy McGuire e colaboradores publicados entre 2007 e 2014. Os nomes latinos são aqueles propostos por Dickinson e Remsen em 2013.

## Lista taxonômica
Esta tribo possui as seguintes 53 espécies, divididas nos respectivos 14 gêneros.
| Imagem | Gênero       | Espécies restantes |
| ------ | ------------ | --- |
|        | Haplophaedia | - Haplophaedia aureliae, calçadinho-esverdeado-do-norte - Haplophaedia assimilis, calçadinho-esverdeado-do-sul - Haplophaedia lugens, calçadinho-grisalho |
|        | Eriocnemis   | - Eriocnemis nigrivestis, calçadinho-de-peito-preto - Eriocnemis isabellae, calçadinho-do-pinche - Eriocnemis vestita, calçadinho-reluzente - Eriocnemis derbyi, calçadinho-escuro - Eriocnemis godini, calçadinho-turquesa - Eriocnemis cupreoventris, calçadinho-acobreado - Eriocnemis luciani, calçadinho-safira - Eriocnemis mosquera, calçadinho-dourado - Eriocnemis glaucopoides, calçadinho-de-barrete-azul - Eriocnemis mirabilis, calçadinho-multicolor - Eriocnemis aline, calçadinho-de-peito-branco |
|        | Loddigesia   | - Loddigesia mirabilis, beija-flor-sílfide |
|        | Aglaeactis   | - Aglaeactis cupripennis, beija-flor-resplandecente - Aglaeactis castelnaudii, beija-flor-condecorado - Aglaeactis aliciae, beija-flor-de-dorso-púrpura - Aglaeactis pamela, beija-flor-de-cabeça-preta |
|        | Coeligena    | - Coeligena coeligena, inca-bronzeado - Coeligena wilsoni, inca-marrom - Coeligena prunellei, inca-preto - Coeligena torquata, inca-de-colar - Coeligena violifer, inca-de-garganta-violeta - Coeligena iris, inca-arco-íris - Coeligena phalerata, inca-de-cauda-branca - Coeligena orina, inca-de-antióquia - Coeligena lutetiae, inca-de-asa-bege - Coeligena bonapartei, inca-de-barriga-dourada - Coeligena helianthea, inca-de-barriga-violácea                                                             |
|        | Lafresnaya   | - Lafresnaya lafresnayi, beija-flor-de-peito-aveludado |
|        | Ensifera     | - Ensifera ensifera, beija-flor-bico-de-espada |
|        | Pterophanes  | - Pterophanes cyanopterus, asa-safira |
|        | Boissonneaua | - Boissonneaua flavescens, beija-flor-de-cauda-fulva - Boissonneaua matthewsii, beija-flor-de-peito-castanho - Boissonneaua jardini, beija-flor-purpúreo |
|        | Ocreatus     | - Ocreatus underwoodii, beija-flor-de-raquetes-setentrional - Ocreatus peruanus, beija-flor-de-raquetes-peruano - Ocreatus addae, beija-flor-de-raquetes-meridional |
|        | Urochroa     | - Urochroa bougueri, beija-flor-de-boca-ruiva - Urochroa leucura, beija-flor-de-cauda-branca |
|        | Urosticte    | - Urosticte benjamini, beija-flor-de-ponta-branca-ociental - Urosticte ruficrissa, beija-flor-de-ponta-branca-oriental |
|        | Heliodoxa    | - Heliodoxa xanthogonys, brilhante-veludo - Heliodoxa gularis, brilhante-de-garganta-ros - Heliodoxa branickii, brilhante-de-asa-ruiva - Heliodoxa schreibersii, brilhante-de-garganta-preta - Heliodoxa aurescens, beija-flor-estrela - Heliodoxa rubinoides, beija-flor-brilhante-fulvo - Heliodoxa jacula, brilhante-de-coroa-verde - Heliodoxa imperatrix, brilhante-imperatriz - Heliodoxa leadbeateri, brilhante-de-fronte-violeta                                                                          |
|        | Clytolaema   | - Clytolaema rubricauda, beija-flor-rubi |